# Air Force One Down
Pour plus de détails, voir Fiche technique et Distribution.
Air Force One Down, ou Péril sur l'avion présidentiel au Québec, est un thriller d'action américain réalisé par James Bamford et sorti en 2024 sur Paramount+.

## Synopsis
Allison Miles vient tout juste de rejoindre les services secrets et sa première mission est de protéger le Président Edwards alors qu'il se rend en Astovia pour signer un accord énergétique. Mais Air Force One est détourné par des terroristes et Allison Miles est la seule à pouvoir sauver le président.

## Fiche technique
- Réalisation : James Bamford
- Scénario : Steven Paul
- Photographie : Anton Bakarski
- Direction artistique : Ivan Ranghelov
- Décors : Evegenia Koeva
- Costumes : Jasmina Vasileva
- Montage : Trevor Mirosh
- Musique : Rich Walters
- Production : Steven Paul, Scott Karol, Vladimir Karanikolov, Boris Ivanov et Kyle Otto
- Société de production : SP Media Group et Republic Pictures
- Société de disbrution : Paramount Global Content Distribution
- Pays de production :  États-Unis et  Bulgarie
- Langue originale : Anglais
- Format : Couleur - 2.35:1
- Genre : Action, Thriller
- Durée : 84 minutes
- Date de sortie : 9 février 2024

## Distribution
- Katherine McNamara (VF : Cindy Tempez) : Allison Miles
- Ian Bohen (VF : Raphaël Anciaux) : le président Dallas Edwards
- Rade Šerbedžija (VF : Miglen Mirtchev) : le général Rodinov
- Hristo Mitzkov : Hozman
- Anthony Michael Hall (VF : Stefan Godin) : Sam Waitman
- Paul S. Tracey : Miller
- Dascha Polanco (VF : Déborah Claude) : la vice-présidente Hansen

 Source et légende : version française (VF) sur RS Doublage et le carton du doublage français.